# Ястребов, Сергей Николаевич (политик)
Серге́й Никола́евич Я́стребов (род. 30 июня 1954 года, Щербаков, Ярославская область) — российский политический деятель, губернатор Ярославской области в 2012—2016 годах. Заместитель Министра природных ресурсов и экологии РФ.

## Биография
В 1976 году окончил Рыбинский авиационный технологический институт, после чего работал на Ступинском металлургическом комбинате (Московская область). После службы в армии в 1978 году устроился на Рыбинское производственное объединение моторостроения, где работал сначала конструктором, затем старшим инженером и секретарем комитета ВЛКСМ.
В 1982 году переходит на работу в Рыбинский горком ВЛКСМ, где занимает должность сначала второго, а затем первого секретаря. В 1985—1988 годах — второй секретарь Ярославского обкома ВЛКСМ. В 1988—1990 годах — второй секретарь Фрунзенского райкома КПСС Ярославля. В 1990—1992 годах — председатель Фрунзенского райисполкома Ярославля. В 1992—1998 годах — глава Администрации Фрунзенского района Ярославля. С июня 1998 года по апрель 2004 года — глава администрации Кировского района города Ярославля.
В апреле 2004 года переходит на работу в городскую администрацию на должность первого заместителя мэра Ярославля по вопросам городского хозяйства. В июне 2007 года переводится на должность первого заместителя мэра по реализации проектов и программ 1000-летия города, а в январе 2009 года — на должность первого заместителя по вопросам социально-экономического развития и 1000-летия города, и с января 2011 года — на должность первого заместителя по вопросам социально-экономического развития города. С сентября 2011 года занимаемая С. Н. Ястребовым должность носит название первый заместитель мэра Ярославля по вопросам градостроительства и социально-экономического развития города.
На прошедших в декабре 2011 года праймериз кандидатов от партии «Единая Россия» на пост мэра Ярославля С. Н. Ястребов одержал победу, но в выборах участия не принял: Губернатор области Сергей Вахруков сделал ставку на бизнесмена Якова Якушева, который проиграл выборы оппозиционному кандидату Евгению Урлашову. Президент России Дмитрий Медведев 27 апреля 2012 года отметил, что подобная ситуация, когда праймериз выигрывает один человек, а на выборы отправляется другой, является «недопустимой».
19 марта 2012 года назначен заместителем Губернатора Ярославской области. В полномочия С. Н. Ястребова входила координация деятельности государственных органов области, структурных подразделений аппарата Правительства области, отвечающих за реализацию государственной политики в сфере местного самоуправления, государственного заказа, взаимодействия с соотечественниками, реализации государственной политики в сфере миграции. С. Н. Ястребову также функционально подчинялись управление по вопросам местного самоуправления и областной департамент государственного заказа.
28 апреля 2012 года Указом Президента РФ назначен временно исполняющим обязанности Губернатора Ярославской области вместо ушедшего в отставку Сергея Вахрукова.
4 мая 2012 года Президент России внёс в Ярославскую областную думу кандидатуру Сергея Ястребова для утверждения его на посту губернатора Ярославской области.
5 мая 2012 года Ярославская областная дума утвердила Сергея Ястребова на посту губернатора Ярославской области.
28 июля 2016 года ушёл в отставку с поста губернатора по собственному желанию.
23 января 2017 года назначен заместителем министра природных ресурсов РФ. 1 июля 2022 года покинул свой пост в связи с выходом на пенсию

## Награды
- Орден Почёта (26 августа 2016 года) — за достигнутые трудовые успехи и многолетнюю добросовестную работу[10]
- Орден преподобного Сергия Радонежского III степени (21 августа 2014 года) — во внимание к помощи Толгскому монастырю и в связи с 60-летием со дня рождения[11]
- Медаль «150 лет основания института судебных приставов» (2 июля 2015 года, Приказ ФССП России № 1322-к)[12]